# Барма (архитектор)
Ба́рма (XVI век) — русский зодчий, предположительно создавший в 1555—1561 годы совместно с зодчим Постником храм Василия Блаженного, или Покровский собор «что на рву», на Красной площади в Москве.

## В летописях
Имя Бармы упоминается в третьей редакции «Жития митрополита Ионы» (1560—1580-е годы), предположительно этот источник породил записи как в «Пискарёвском летописце» («а мастер был Барма с товарищи»), так и в «Сказании о великорецкой иконе чудотворца Николы» XVII века («…дарова ему [Ивану Грозному] Бог дву мастеров русских по реклу Постника и Барму и была премудры и удобни таковому чудному делу»). Имена Бармы и Постника встречаются в летописях в разной интерпретации; есть летописное известие, где имя Постник и прозвище Барма совмещаются в одном лице — «сын Постникова, по реклу Барма».
Наиболее распространённой и устоявшейся точкой зрения является та, которая признаёт авторство за двумя зодчими, хотя существует и мнение, что Барма и Постник — это одно и то же лицо. Строительство храма, начатое совместно в 1555 году, через год после отъезда Постника в Казань продолжалось в течение четырёх лет под руководством Бармы. Возможно, что основное композиционное и художественное решение тоже принадлежит последнему.

## Стиль
Ряд особенностей архитектуры храма Василия Блаженного заставляют предположить знакомство Бармы с западно-европейской традицией. Архитектору приписывается авторство ещё нескольких храмов, построенных в середине и третьей четверти XVI века, однако И. Л. Бусева-Давыдова полагает, что «для этого нет достаточных оснований».

## Легенды
Фольклорная легенда об ослеплении Бармы Иваном Грозным возникла уже в первой половине XVII века.

## Память
В честь Бармы назван кратер на Меркурии.